# Warnowo (województwo warmińsko-mazurskie)

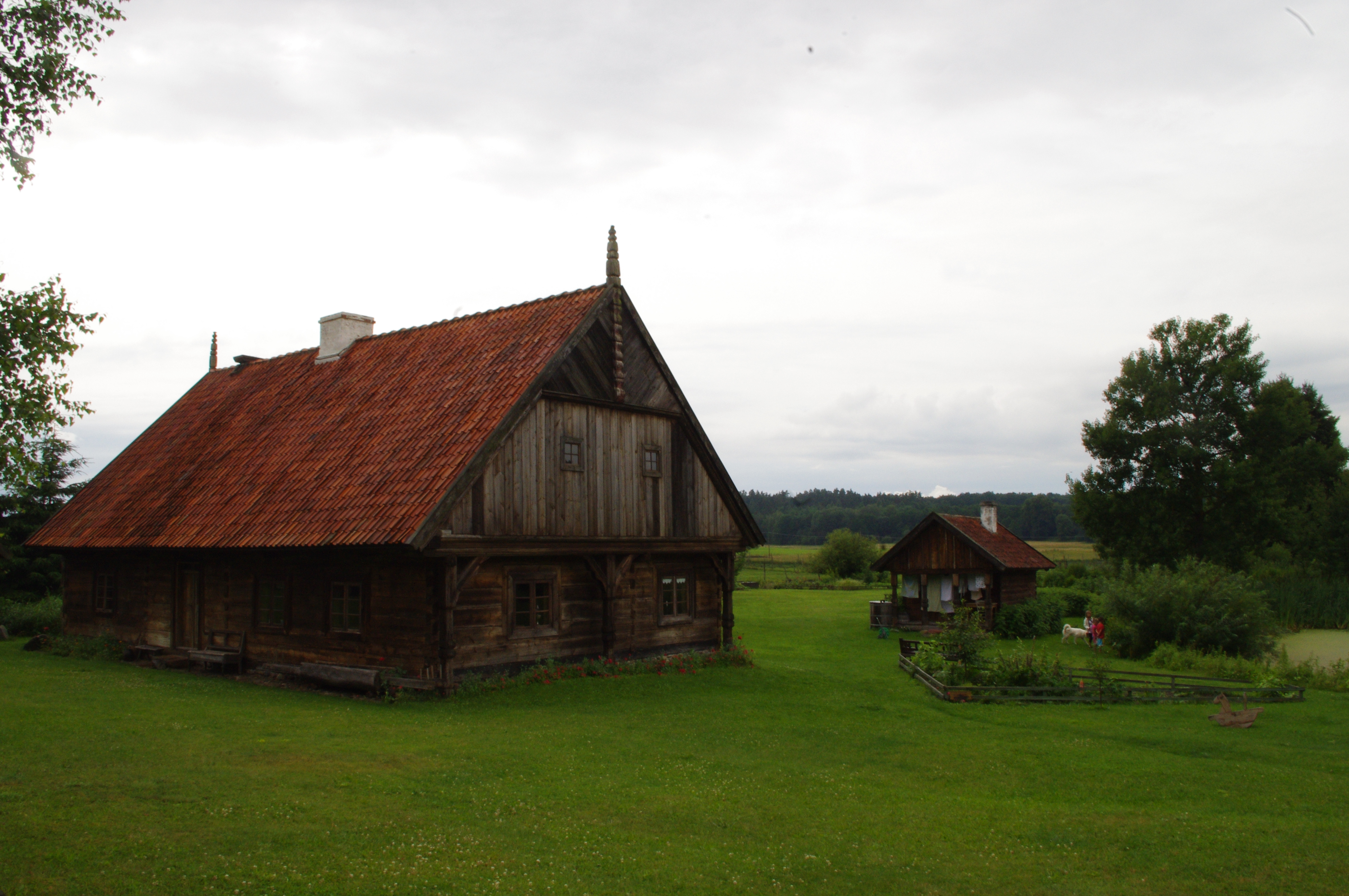
Chałupa podcieniowa z Warnowa, obecnie znajdująca się na terenie Osady Kulturowej w Kadzidłowie

Warnowo (niem. Warnold) – osada w Polsce, w sołectwie Onufryjewo, położona w województwie warmińsko-mazurskim, w powiecie piskim, w gminie Ruciane-Nida.
W latach 1975–1998 miejscowość należała administracyjnie do województwa suwalskiego.
Osada leśna położona na zachodnim brzegu jeziora Warnołty. W czasie II wojny światowej był tu obóz jeniecki dla żołnierzy włoskich. Z osady tej pochodzi unikatowa podcieniowa chałupa mazurska obecnie znajdująca się na terenie Osady Kulturowej w Kadzidłowie.